# Vestbanen (Antarktika)
Koordinaten: 71° 35′ S, 11° 59′ O
Vestbanen (norwegisch für Westbahn) ist eine Mittelmoräne im vereisten Humboldtgraben des ostantarktischen Königin-Maud-Lands. Sie hat ihren Anfangspunkt am Zwieselberg und verläuft schnurgerade in nördlicher Richtung über eine Länge von 21 km entlang der Westflanke der Petermannketten im Wohlthatmassiv.
Teilnehmer der Deutschen Antarktischen Expedition 1938/39 unter der Leitung des Polarforschers Alfred Ritscher nahmen anhand von Luftaufnahmen eine erste grobe Kartierung vor. Teilnehmer der Dritten Norwegischen Antarktisexpedition (1956–1960) nahmen ihrerseits eine neuerliche Kartierung anhand eigener Luftaufnahmen und Vermessungen vor. Sie benannten sie in Zusammenhang mit der Benennung der Moräne Austbanen, die parallel dazu etwa 11 km östlich verläuft.